# Chiến dịch Seydlitz
Chiến dịch Seydlitz (2 - 23 tháng 7 năm 1942), theo các tài liệu lịch sử Liên Xô ghi là chiến dịch phòng ngự gần thành phố Bely hay chiến dịch phòng ngự Kholm-Zhirkovsky là một chiến dịch tấn công do quân đội Đức Quốc xã tổ chức trong Chiến tranh Xô-Đức thuộc Chiến tranh thế giới thứ hai. Lực lượng tham chiến của quân đội Đức Quốc xã là Tập đoàn quân số 9 thuộc Cụm Tập đoàn quân Trung tâm, nhiệm vụ của họ là thanh toán toàn bộ các đơn vị du kích Liên Xô nằm trong hậu tuyến quân Đức cũng như tiêu diệt Tập đoàn quân số 39 và Quân đoàn kỵ binh số 11 của quân đội Liên Xô đang chống giữ ở khu vực Kholm-Zhirkovsky.

## Bối cảnh
Vào đầu tháng 1 năm 1942, các Phương diện quân Kalinin và Phương diện quân Tây đã mở một đợt phản công lớn nhằm giải quyết chỗ lồi nguy hiểm Rzhev mà quân Đức đang chống giữ. Tuy nhiên, do nhiều nguyên nhân chủ quan và khách quan, đợt phản công này đã thất bại và Hồng quân chịu thiệt hại rất nặng. Tuy nhiên, đến giữa năm 1942, quân đội Liên Xô cũng đánh chiếm được một chỗ lồi ăn sâu vào sau lưng Rzhev tại khu vực Kholm-Zhirkovsky với diện tích 5.000 cây số vuông, được nối với chủ lực của Phương diện quân Kalinin bằng một hành dang hẹp có chiều rộng chỉ 27-28 cây số.
Việc để một đạo quân - theo ước tính của phía Đức - đông 60 nghìn người nằm ngay tại hậu phương của Tập đoàn quân số 9 và đe dọa tuyến đường sắt, đường bộ chiến lược Rzhev-Sychyovka là một điều cực kỳ nguy hiểm. Rõ ràng, người Đức cần phải nhanh chóng giải quyết một lần và vĩnh viễn "cái dằm" Kholm-Zhirkovsky, sớm bao nhiêu tốt bấy nhiêu. Vì vậy, ngay từ mùa hè năm 1942, quân Đức đã ráo riết chuẩn bị cho cái gọi là "chiến dịch Seydlitz" nhằm xóa bỏ mối nguy hại nằm sau lưng của Tập đoàn quân số 9.

## Binh lực và kế hoạch
Hình thái chiến trường và vị trí đóng quan của hai bên tỏ ra có lợi rất lớn cho quân Đức. Các chiến dịch của quân đội Liên Xô tại Toporets-Kholm đã tạo nên một chỗ lồi rộng 5.000 cây số vuông ăn sâu vào phía sau lưng Rzhev; tuy nhiên các binh sĩ Liên Xô tại chỗ lồi này chỉ nối liền với chủ lực của Phương diện quân Kalinin bởi một "hành lang" rộng tối đa 28 cây số tại gần Nelidovo. Địa hình khu vực khá phức tạp với nhiều rừng, sông ngòi và đầm lầy, ít đường bộ. Dọc theo hành lang Nelidovo, quân Đức chiếm giữ các thành phố Olenino và Bely, biến hai nơi này thành các cứ điểm phòng thủ cực mạnh. Trong khi đó, tổ chức các lực lượng Liên Xô trong chỗ lồi mắc nhiều sai sót nghiêm trọng: nó không được chỉ huy bởi một bộ chỉ huy thống nhất và khu vực dễ tổn thương nhất - tại hành lang Nelidovo - không phải được chỉ huy bởi các đơn vị của Tập đoàn quân số 39, lực lượng chủ yếu nằm trong chỗ lồi (bờ phía Bắc của hành lang do Tập đoàn quân số 22 của tướng V. A. Yushkyevich chống giữ, còn bờ phía Nam trấn thủ bởi Tập đoàn quân số 41 của Thiếu tướng G. F. Tarasov).
Theo hồi ký của các nguyên soái G. K. Zhukov và I. S. Koniev, I. V. Stalin đặc biệt lo lắng về số phận của số quân Liên Xô đóng tại chỗ lồi Kholm-Zhirkovsky và chính ông đã đề nghị sớm rút quân khỏi nơi này. Tuy nhiên I. S. Koniev cho rằng cần chống giữ khu vực này nhằm ghim chặt quân Đức tại Rzhev, không cho họ điều lực lượng này đi các khu vực khác:
| “               | якщо ми й заощадимо деякі сили на випрямленні Північно-Західного і Калінінського фронтів, то німці в цьому випадку теж вивільнять стільки ж, якщо не більше, сил і використають їх для посилення свого угруповання, ... націленого на Москву | ” |
| — I. S. Koniev, | |   |

Quan điểm này được G. K. Zhukov ủng hộ và cuối cùng I. V. Stalin đã đồng ý. Tuy nhiên, thực tế chiến trường cho thấy đây là lần hiếm hoi mà nhận định của Stalin tỏ ra đúng hơn các tướng lĩnh dưới quyền ông.
Về phía mình, quân Đức cũng đang tính toán giải quyết một lần và vĩnh viễn "cái dằm" nguy hiểm đang nằm ở sau lưng Rzhev. Kế hoạch thanh toán chỗ lồi Kholm-Zhirkovsky được vạch ra bởi chỉ huy của Tập đoàn quân số 9 (Đức), thượng tướng Walter Model. Tuy nhiên, đến ngày 23 tháng 5, ông ta bị du kích Liên Xô bắn bị thương ở phổi, buộc phải chuyển sang quân y viện điều trị. Người thay thế Model là trung tướng xe tăng Heinrich von Vietinghoff. Quân Đức đã huy động một lượng đáng kể binh lực để đảm bảo tạo ưu thế áp đảo về số lượng và chất lượng đối với quân đội Liên Xô. Tổng cộng 10 sư đoàn bộ binh và 4 sư đoàn thiết giáp (321 xe tăng, không tính các xe tăng và pháo tự hành thuộc bộ binh) cùng với 1 lữ đoàn kỵ binh độc lập (gồm 4 trung đoàn bộ binh vá 14 xe tăng do Đại tá Karl von der Meden chỉ huy) đã được huy động.
Quân đội Liên Xô thông qua các thông tin tình báo đã nắm bắt được phần nào kế hoạch và binh lực của phía Đức. Địa hình khó khăn và ít đường sá đã giúp Hồng quân xác định rõ những hướng tấn công khả dĩ mà quân Đức có thể sử dụng. Vì vậy, trên tuyến Olenino-Bely, quân đội Liên Xô đã tổ chức một hệ thống phòng ngự cứng rắn trong đó bố trí nhiều vật cản chống tăng và các công sự bằng bê tông. Cuối tháng 6, khi ý đồ tấn công của quân Đức đã quá rõ ràng đối với quân đội Liên Xô, trong các cuộc nói chuyện bằng điện thoại I. S. Koniev đã liên tục nhắc nhở tư lệnh Tập đoàn quân số 39 I. I. Maslennikov về một đợt tấn công có thể xảy ra trong ít ngày tới tại khu vực Bely theo hướng Bắc và Đông Bắc.
Như vậy, thật ra phía Liên Xô đã biết trước cuộc tấn công của quân Đức và đã có những động thái chuẩn bị, tuy nhiên đáng tiếc các biện pháp đối phó của quân đội Liên Xô đã không thành công lắm.

## Diễn biến

### Quân Đức tấn công

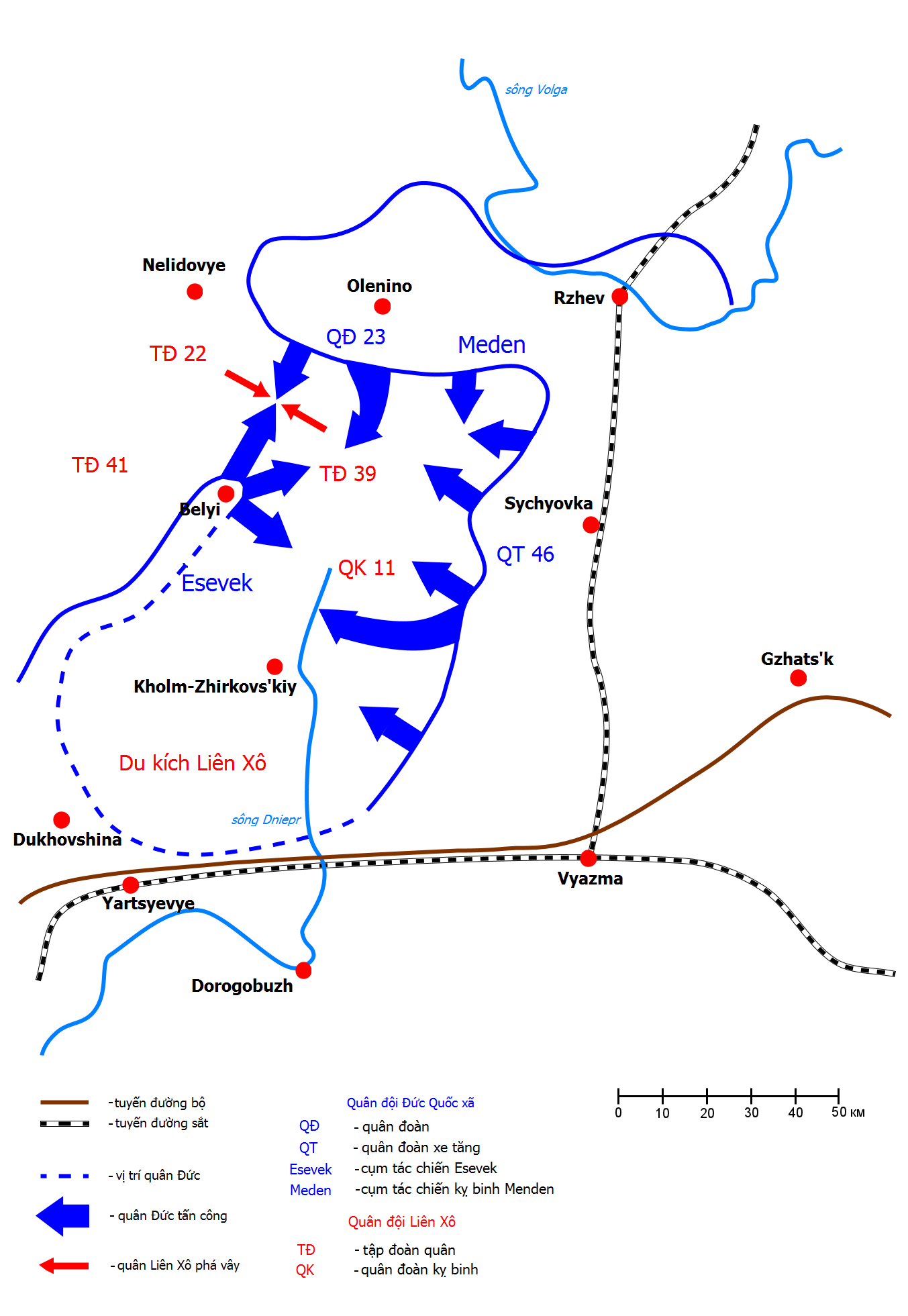
Diễn biến chiến dịch Seydlitz.

3 giờ sáng ngày 2 tháng 7 năm 1942, sau một đợt oanh kích ngắn bằng pháo binh và không quân, quân Đức đã phát động cuộc tấn công theo hai gọng kìm: gọng phía Bắc xuất phát tại Olenino với binh lực tham gia gồm quân đoàn bộ binh số 23 của tướng A. Schubert (2 sư đoàn thiết giáp, 2 sư đoàn bộ binh và 1 lữ đoàn kỵ binh); gọng phía Nam đánh từ Bely thực thi bởi cụm tác chiến Esevek (bao gồm một số sư đoàn xe tăng và bộ binh). Trong những ngày đầu tiên, quân đội Liên Xô đã chống trả hết sức cứng rắn, các đợt tấn công của quân Đức đều gặp nhiều khó khăn và ở nhiều nơi bị đánh bật trở lại. Các sư đoàn thiết giáp số 1, 3, 5 chạm phải hệ thống các bãi mìn và cọc chống tăng dày đặc và phải nhờ sự giúp đỡ của bộ binh, bộ binh cơ giới và không quân mới có thể tiến lên được một cách khó nhọc. Duy chỉ có một mũi thọc sâu của lực lượng kỵ binh của Von Menden là thành công hơn cả: kỵ binh đức men dọc theo đường rừng, song song với sư đoàn thiết giáp số 5 và đã tìm cách thọc được vào hậu cứ quân đội Liên Xô. Nhìn chung, diễn tiến của các đợt tấn công này trong ngày 3 tháng 7 được phía Đức thừa nhận là "chậm chạp" và mang tính "cục bộ". Mãi đến ngày 5 tháng 7, mũi tiến công phía Nam và phía Bắc của quân Đức mới có thể gặp nhau tại làng Pushkarn, cắt đứt tuyến đường bộ Bely - Olenino và bao vây quân đội Liên Xô trong "cái chảo" sau lưng Rzhev. Lực lượng Liên Xô bị vây bao gồm Tập đoàn quân số 39, quân đoàn kỵ binh số 11, các sư đoàn bộ binh cận vệ số`17, sư đoàn bộ binh số 135 và lữ đoàn xe tăng số 21 của Tập đoàn quân số 41, sư đoàn bộ binh số 355 và một số đơn vị của các sư đoàn bộ binh số 380, 185 thuộc Tập đoàn quân số 22.
Quân Đức hiểu rõ lực lượng Liên Xô chiến đấu trong vòng vây có thể tiếp tục tổ chức kháng cự và nhận được tiếp tế thông qua các cầu hàng không. (như trong chiến dịch phản công Rzhev-Vyazma đầu năm 1942), vì vậy người Đức quyết định không kéo dài cuộc bao vây mà giải quyết nhanh số quân bị vây bằng các đòn tấn công mạnh. Ngày 4 tháng 7, ngay khi vòng vây chưa khép lại, quân Đức tiếp tục thực hiện giai đoạn 2 của chiến dịch Seydlitz: thanh toán số quân bị vây. Ở phía Đông của Kholm-Zhirkovsky, một mũi tấn công của quân Đức (bao gồm 1 sư đoàn thiết giáp và 2 sư đoàn bộ binh) đã tổ chức đánh mạnh và chọc sâu về phía Tây.  Làng Razboynya, nơi đặt trụ sở của tổng hành dinh Tập đoàn quân số 39, bị đánh chiếm. Ngày 5 tháng 7, sư đoàn thiết giáp số 2 (Đức) đánh chiếm ngôi làng phía Nam Pushkarn. Các nỗ lực tấn công tại phía Bắc Bely và tại phía Tây Starukh nhằm khôi phục lại hành lang Nelidovo đều không thành công.

### Quân đội Liên Xô phá vây
Lúc này, hiểu rõ việc cố bám giữ lấy "chỗ lồi" Kholm-Zhirkovsky là vô ích, ngày 5 tháng 7 tư lệnh của Phương diện quân Kalinin I. S. Koniev đã hạ lệnh cho số quân bị vây phải ngay lập tức tổ chức phá vây. Chiều cùng ngày, tập đoàn quân số 39 bắt đầu di chuyển và trước hết hành quân đến sông Bela và sau đó là sông Obsha. Sáng ngày 6 tháng 7, Tập đoàn quân số 39 và quân đoàn kỵ binh số 11 gặp nhau. Do thiều hụt nhiên liệu và đường sá khó khăn, phần lớn xe thiết giáp và vũ khí nặng đều bị bỏ lại hay bị phá hủy. Ngày 7 tháng 7, chủ lực của số quân bị vây tiến về làng Yehor'ye. Trong khi đó, quân Đức tiếp tục đánh mạnh và đã cắt khối quân bị vây thành hai "cái chảo" ở phía Bắc và phía Nam.
Tuy nhiên, trái ngược hoàn toàn với hình ảnh mỏng manh trong năm 1941, lần này các lực lượng Liên Xô bị vây đã thể hiện sự vững chãi và khả năng kiểm soát tình hình đáng kinh ngạc trong những tình huống nguy hiểm. Đến ngày 9 tháng 7, phần lớn quân số bị vây của tập đoàn quân số 41 (bao gồm một số sư đoàn bị thiệt hại nặng và 2 lữ đoàn thiết giáp), lực lượng gần nhất với chủ lực chính của quân đội Liên Xô, đã phá vây thành công mặc dù phải bỏ lại hết xe tăng và vũ khí nặng. Tại phía Bắc, một số đơn vị của 5 sư đoàn Liên Xô cũng phá vây thành công. Nhằm ngăn chận các hoạt động phá vây của quân đội Liên Xô, quân Đức đã tung các lực lượng dự bị cuối cùng vào mặt trận để thít chặt vòng vây. Tuy nhiên, vào ngày 11 tháng 7, một nhóm hơn 1.000 binh sĩ Liên Xô dưới sự chỉ huy của tư lệnh sư đoàn bộ binh số 381 vẫn chạy thoát khỏi vòng vây. Ngày 13 tháng 7, một nhóm 300 binh sĩ dưới sự chỉ huy của một trung đoàn trưởng kỵ binh đã phá vây chạy thoát. Do không chia nhỏ lực lượng để thoát vây, quân đội Liên Xô cũng chịu thiệt hại đáng kể.
Cuộc phá vây của khối quân phía Nam gặp nhiều khó khăn hơn. Trong các ngày 8-9 tháng 7, Tập đoàn quânn số 39 và quân đoàn kỵ binh số 11 đã mở nhiều đợt tấn công nhằm đánh chiếm bàn đạp vượt sông Obsha để tìm đường thoát vây qua làng Nesterov. Trước tình hình đó, quân Đức tung thêm các lực lượng dự bị xuống phía Nam nhằm thít chặt thêm vòng vây. Ngày 10 tháng 7, quân Đức đánh chiếm khu vực giữa sông Bela và sông Obsha, buộc quân đội Liên Xô rút lui khỏi khu rừng. Trong tình trạng thiếu thốn lương thực, thuốc men, đạn dược, mất hoàn toàn liên lạc (bằng điện đài) với chủ lực Phương diện quân Kalinin, sức kháng cự của số quân Liên Xô bị vây yếu dần. Ngày 11 tháng 7, quân đội Liên Xô mở một đợt tấn công phá vây cuối cùng, nhưng thất bại. Đến lúc này, phía Đức bắt đầu tảo thanh số quân Liên Xô trong vòng vây. Ngày 12 tháng 7, tư lệnh Tập đoàn quân số 9 của Đức tuyên bố đã chiến dịch Seydlitz đã hoàn thành. Theo báo cáo ngày 13 tháng 7 năm 19423, người Đức tự nhận là họ đã bắt sống được 30.000 tù binh, 218 xe tăng, 591 đại bác, 1.301 súng máy và súng cối. Đối với phía Đức, ngày 13 tháng 7 là ngày kết thúc của chiến dịch Seydlitz, tuy nhiên ngay sau đó Cục Thông tin Tình báo Xô Viết đã bác bỏ tin này và cho rằng đó là sự tuyên truyền lừa bịp của Hítle.
| “                                                              | Đợt tấn công mạnh mẽ của các đơn vị Đức, bắt đầu từ ngày 2 tháng 7, phía Tây Rzhev, được sự hỗ trợ hiệu quả của không quân, đã dồn lực lượng phá vây của quân địch vào vòng vây và tiêu diệt một vài sư đoàn bộ binh và kỵ binh địch cùng với một lữ đoàn xe tăng. Trong trận chiến 11 ngày này, quân ta bắn được hơn 30.000 tù binh, thu giữ và phá hủy 218 xe tăng, 1.301 súng máy và súng cối, cùng nhiều vũ khí khác và trang bị quân sự các loại. Thiệt hại của quân địch là rất nghiêm trọng. Số lượng tù binh và chiến lợi phẩm cứ tiếp tục tăng lên. | ” |
| — Thông cáo của quân đội Đức Quốc xã ngày 13 tháng 7 năm 1942, | |   |

| “                                                               | Bộ Tư lệnh của quân phát xít Đức vào ngày 13 tháng 7 một lần nữa lại ra một "bản tin đặc biệt" hết sức giả dối và lừa bịp về việc "bị bao vây" và "bị tiêu diệt" của quân đội Xô Viết... ... Từ ngày 2 đến ngày 13 tháng 7 ở phía Tây Rzhev nhữrng trận đánh đã thật sự diễn ra... Trong trận chiến quân ta đã tổn thất 7.000 chết, bị thương và 5.000 mất tích, phần lớn binh lực quân ta đã trở thành các đội du kích hoạt động sau lưng địch với 80 xe tăng, 85 đại bác, 200 súng máy. Trong cùng thời gian đó, ở Tây Rzhev quân Đức đã thiệt hại hơn 10.000 binh lính và sĩ quan, mất 200 xe tăng, 70 đại bác và không dưới 250 súng cối, 30 xe bọc thép và 50 máy bay... | ” |
| — Thông cáo của Cục Thông tin Xô Viết ngày 14 tháng 7 năm 1942, | |   |

Thật vậy, trên thực tế, lực lượng Liên Xô bị vây vẫn tiếp tục chống cự có tổ chức và vẫn tiếp tục thoát vây. Ngày 17 tháng 7, ở phía Bắc của vòng vây có 1.500 binh sĩ vẫn tiếp tục chống cự có tổ chức dưới sự chỉ huy của tư lệnh sư đoàn kỵ binh số 17, thiếu tướng P. S. Ivanov. Ở phía Nam thì có 8.000 binh sĩ và bộ chỉ huy của Tập đoàn quân số 39 trú đóng. Đêm 19 tháng 7, trung tướng tư lệnh Tập đoàn quân I. I. Maslennikov, lúc này đang bị thương, đã được sơ tán bằng một chiếc máy bay vận tải U-2. Thay thế Maslennikov chỉ huy việc phá vây là trung tướng I. A. Bogdanov. Theo kế hoạch, cuộc phá vây sẽ được thực hiện dưới sự trợ giúp của các đơn vị bên ngoài của sư đoàn bộ binh số 185 của Tập đoàn quân số 22. Cuộc phá vây được thực hiện vào đêm 21 tháng 7 và đó là một trận đánh đẫm máu. Trong số 7.362 binh sĩ phá vây có 460 người chết và 172 bị bắt. Trong số những người tử thương có P. S. Ivanov và A. D. Berezin, phó tư lệnh Tập đoàn quân số 22. Chỉ huy I. A. Bogdanov cũng bị thương nặng do đạn đại bác, được di tản bằng máy bay và qua đời tại bệnh viện vào ngày 24 tháng 7 năm 1942. Tuy nhiên các đoàn quân phá vây của các sư đoàn bộ binh số 27, 158, 178, 252, 256, 373, 381 đều giữ lại được quân kỳ và các tài liệu chiến đấu quan trọng.
Chiến sự chấm dứt hoàn toàn vào ngày 23 tháng 7. Tổng cộng có 20.000 binh sĩ Liên Xô thoát vây. Trên cơ sở các lực lượng thoát vây, ngày 8 tháng 8 năm 1942, Bộ Tổng tư lệnh tối cao Liên Xô đã phục hồi Tập đoàn quân số 39. Quân đoàn kỵ binh số 11 bị giải thể..

## Kết quả
Việc không chống giữ được khu vực Kholm-Zhirkovsky là một thất bại của quân đội Liên Xô. Để mất khu vực này, quân đội Liên Xô đã vuột khỏi tay một bàn đạp quan trọng nằm ở hậu cứ của Cụm Tập đoàn quân Trung tâm (Đức). Đồng thời, tổn thất của quân đội Liên Xô cũng đáng kể và họ phải sử dụng lực lượng dự bị để khôi phục lại một số đơn vị quân bị tiêu diệt. Về phía Đức, họ đã thu ngắn mặt trận, giải phóng bớt một số đơn vị quân dùng cho khu vực này và tái kiểm soát lại tuyến đường Smolensk-Olenino, một tuyến đường tiếp vận quan trọng đối vối Tập đoàn quân số 9. Tuy nhiên chiến dịch Seydlitz quân đội Đức Quốc xã cũng chỉ thành công có một nửa khi đã để một phần không nhỏ binh lực Liên Xô phá vây chạy thoát, đồng thời quân Đức cũng chịu thiệt hại đáng kể trong trận đánh này.

## Thương vong

### Quân đội Liên Xô
| Tập đoàn quân hay Quân đoàn | Chết  | Bị thương | Mất tích | Khác | Thương binh được di tản về bệnh viện | Tổng   |
| Tập đoàn quân số 22         | 1.433 | 3.279     | 3.905    | 27   | 699                                  | 9.343  |
| Tập đoàn quân số 39         | 582   | 269       | 22.749   | 33   | 14                                   | 23.647 |
| Tập đoàn quân số 41         | 2.000 | 4.156     | 6.347    | 868  | 531                                  | 13.902 |
| Quân đoàn kỵ binh số 11     | 371   | 316       | 14.071   | 42   | 30                                   | 14.830 |
| Tổng cộng                   | 4.386 | 8.020     | 47.072   | 970  | 1.274                                | 61.722 |

### Quân đội Đức Quốc xã
Hiện nay, chưa có thống kê rõ ràng về thương vong của quân đội Đức, ngay cả trong các tác phẩm của các sử gia Đức. Tuy nhiên, theo G. A. Gerasimov, căn cứ trên các hồi ký và nhật ký của quân đội Đức, phía Đức cũng chịu thiệt hại nặng nề, nhất là trong thời gian đầu chiến dịch. Trên thực tế, sau các trận chiến vào nửa đầu năm 1942, Cụm Tập đoàn quân Trung tâm đã bị tiêu hao nặng đến mức nó không thể tham gia cuộc tấn công mùa hè 1942 được nữa. Các lực lượng dự bị của Tập đoàn quân số 9 tiếp tục bị găm chặt ở chỗ lồi Rzhev cho đến tận đầu năm 1943.